# Christian Eichner
Christian Eichner (nascut el 24 de novembre de 1982 a Sinsheim, Baden-Württemberg) és un futbolista alemany que actualment juga com a Defensa al TSG 1899 Hoffenheim.